# Moon Ho-seon
Moon Ho-seon – południowokoreański zapaśnik w stylu klasycznym. Złoty medal na mistrzostwach Azji w 2007 roku.